# Okres Villach-venkov
Okres Villach-venkov (německy Bezirk Villach-Land) je správním okresem v rakouské spolkové zemi Korutany. Sídlem okresu je město Villach, které však není součástí okresu. V lednu 2016 žilo v okresu 64 616 obyvatel.

## Poloha, popis
Rozkládá se uprostřed Korutan při jižním okraji. Celková rozloha okresu je 1009,33 km²
Okres je složen z 19 obcí (počet obyvatel ke dni 1. ledna 2015):

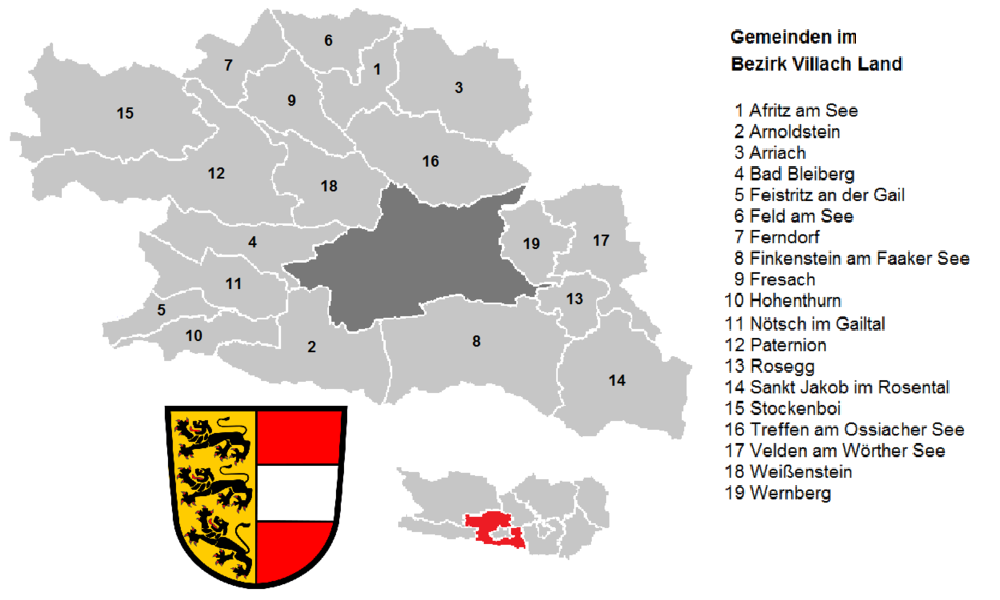
Obce v okresu Villach-venkov

| P.č. | Jméno                     | Typ obce | Obyvatel | Rozloha km² |
| ---- | ------------------------- | -------- | -------- | ----------- |
| 1    | Afritz am See             | vesnice  | 1443     | 28,06       |
| 2    | Arnoldstein               | městys   | 6996     | 67,47       |
| 3    | Arriach                   | vesnice  | 1377     | 70,82       |
| 4    | Bad Bleiberg              | městys   | 2321     | 44,74       |
| 5    | Feistritz an der Gail     | vesnice  | 619      | 19,32       |
| 6    | Feld am See               | vesnice  | 1139     | 33,65       |
| 7    | Ferndorf                  | vesnice  | 2215     | 31,41       |
| 8    | Finkenstein am Faaker See | městys   | 8643     | 102,06      |
| 9    | Fresach                   | vesnice  | 1249     | 38,78       |
| 10   | Hohenthurn                | vesnice  | 840      | 27,23       |
| 11   | Nötsch im Gailtal         | městys   | 2230     | 42,72       |
| 12   | Paternion                 | městys   | 5893     | 105,46      |
| 13   | Rosegg                    | městys   | 1808     | 19,15       |
| 14   | Sankt Jakob im Rosental   | městys   | 4235     | 78,62       |
| 15   | Stockenboi                | vesnice  | 1631     | 100,07      |
| 16   | Treffen am Ossiacher See  | městys   | 4356     | 71,04       |
| 17   | Velden am Wörther See     | městys   | 8811     | 53          |
| 18   | Weißenstein               | městys   | 2958     | 49,17       |
| 19   | Wernberg                  | vesnice  | 5528     | 26,43       |